# زیردریایی ام-۲۵۶
زیردریایی ام-۲۵۶ (به انگلیسی: Soviet submarine M-256) یک زیردریایی بود که طول آن ۵۶ متر (۱۸۳ فوت ۹ اینچ) بود. این زیردریایی در سال ۱۹۵۳ ساخته شد.